# LGBT práva v Angole

Duhová mapa Angoly

Práva leseb, gayů, bisexuálů a translidí v Angole zažívají v první polovině 21. století určitý rozmach. Angola již nadále nestíhá konsensuální pohlavní styk mezi dospělými jedinci stejného pohlaví konaný bezúplatně a v soukromí. Některé nevládní organizace zabývající se prevencí HIV/AIDS se pomalu začínají specializovat na práci s LGBT komunitou. Mimo jiné tu nejsou žádné zprávy o nějakém viditelném harašmentu vůči LGBT menšině ze strany policie, ani občanské společnosti.

## Ústavní práva
LGBT občané nebyli přímo zmíněni v předchozí ústavě ratifikované v r. 1992. Nová ústava z r. 2010 obsahuje určitá ustanovení týkající se respektu k lidským právům, svobodě, rovnosti a tolerance vůči všem občanům bez ohledu na sexuální orientaci nebo genderovou identitu. Lépe řečeno ústava zavazuje vládu pracovat na zajištění rovných práv a příležitostí všem občanům a dostačující ochranu před "jakýmikoliv formami diskriminace".

## Zákony týkající se stejnopohlavní sexuální aktivity
Věk způsobilosti k pohlavnímu styku je v Angole stanoven na 12 let. Nicméně, ač se tomu děje zřídka, se intimní vztahy s dětmi věku 12-15 lety mohou občas vykládat jako trestný čin sexuálního násilí trestaný až 8 lety vězení. Prezident João Lourenço v lednu 2019 podepsal zákon, v němž povoluje stejnopohlavní styk a zakazuje veškerou diskriminaci LGBT jedinců.

### Trestní právo
Články 70 a 71 trestního zákona obsahují nejasné slovní formulace o veřejné morálce, které mohou být zneužívány k pronásledování LGBT minority pro sexuální orientaci a genderovou identitu.
Trestní zákoník byl sice v r. 2011 novelizován z důvodu právě těchto ustanovení. I přesto se však stále někteří soudci řídí starou verzí.

### Politické strany a NGO
Tři vládnoucí politické strany se vůči LGBT nijak nevymezují v rámci své platformy. Pokud se tato oblast někdy řeší, mívají politici a jiní vládní představitelé většinou tendenci zastávat vůči LGBT lidem a jejich právům názory totožné s převládajícími postoji ve společnosti.
V r. 2010 odmítla angolská vláda přijmout otevřeně homosexuálního Isi Yanouku jako nového izraelského velvyslance z důvodu jiné sexuální orientace.
Vláda umožňuje činnost nevládním organizacím (NGO) na území Angoly. Některé z nich pomalu začínají zahajovat spolupráci s LGBT komunitou, zejména v oblasti HIV/AIDS problematiky.

## Ochrana před diskriminací
Celostátně platný zákoník práce účinný od 15. září 2015 zakazuje diskriminaci v pracovněprávních vztazích založenou na sexuální orientaci a dalších důvodech.

## Společnost
Ve 20. letech minulého století publikoval německý antropolog Kurt Falk výzkum o afrických kmenech, jejichž součástí byla i zmínka o určité míře tolerance bisexuality. Současná Angola však na takové věci ještě není plně připravená.
Převažující sociální postoje k sexuální orientaci mají stále ještě tendenci reflektovat tradiční katolický a protestantský přístup k lidské sexualitě a genderovým rolím. Tyto hodnoty a společenské normy se odrážejí i v politice.
Někteří LGBT Angolané přiznávají problémy v koexistenci se společností, která považuje jejich cítění a chování za amorální. Angolská vláda navíc odmítala přijmout izraelského velvyslance kvůli homosexualitě. I tak jsou zde ale i zprávy o liberálnějších přístupech.
Mnoho LGBT Angolců se v životě setkalo s verbálními a fyzickými útoky od lidí, kteří je považují za zvrhlé jedince , ale jsou zároveň známy i případy tolerance.
Jednou z nejpopulárnějších hudebních talentů v Angole je transosoba známá pod jménem Titica. Sama je nedílnou součástí vzrůstající kultury "kuduro", což je kombinace rapu a techno hudby.

### Rodina
Děti jsou rodiči všeobecně vedeny k tomu, aby se vdávaly/ženili s vhodným partnerem opačného pohlaví, a zakládaly rodiny.
Od r. 2011 nejsou zaznamenány žádné případy právního uznání homosexuálních svazků. V r. 2005 proběhla neoficiální svatba gay páru, kterou posléze zdejší tisk označil za "nestoudnou" a "odpornou".

### HIV/AIDS
Formálně mají osoby nakažené virem HIV/AIDS v Angole právo na zdravotní péči a ochranu před diskriminací v zaměstnání.
Snahy o rozvoj prevence onemocnění specializovaný na LGBT komunitu pocházejí zejména z nevládních organizací. První asociace Acção Humana (Human Action) vznikla v r. 2006, ale nesplnila kritéria pro získání dotací. Studie z r. 2007 odhaduje, že zhruba 5 % nových případů nákazy virem HIV pochází od mužů majících sex s muži.
Preventivní program HIV/AIDS pro angolskou LGBT komunitu se postupně rozvíjí pomocí nevládních organizací jako je např. Population Services International.

## Souhrnný přehled
| Legální stejnopohlavní styk                                                             | (2019)                       |
| Stejný věk legální způsobilosti k pohlavnímu styku pro obě orientace                    | (2019)                       |
| Anti-diskriminační zákony v zaměstnání                                                  | (2015)                       |
| Anti-diskriminační zákony v přístupu ke zboží a službám                                 | (2019)                       |
| Anti-diskriminační zákony v ostatních oblastech (homofobní urážky, zločiny z nenávisti) | (2019)                       |
| Stejnopohlavní manželství                                                               | No                           |
| Jiná forma stejnopohlavního soužití                                                     | No                           |
| Adopce dítěte partnera                                                                  | (pouze homosexuální jedinec) |
| Společná adopce dětí stejnopohlavními páry                                              | No                           |
| Gayové a lesby smějí otevřeně sloužit v armádě                                          |                              |
| Možnost změny pohlaví                                                                   | No                           |
| Přístup k umělému oplodnění pro lesbické ženy                                           | No                           |
| Náhradní mateřství pro gay páry                                                         | No                           |
| MSM smějí darovat krev                                                                  | No                           |